# Charles L.E. Lardy
 (juillet 2018).
Si vous disposez d'ouvrages ou d'articles de référence ou si vous connaissez des sites web de qualité traitant du thème abordé ici, merci de compléter l'article en donnant les références utiles à sa vérifiabilité et en les liant à la section « Notes et références ».
Charles Louis Etienne Lardy, né le 19 février 1875 à Paris et décédé le 18 octobre 1939 à Berne, est un diplomate et artiste-peintre amateur suisse.

## Biographie
Charles Lardy est fils de Charles Édouard Lardy et de Mathilde Vernes. Son frère, Étienne Lardy, est également un diplomate suisse.
Charles Lardy est d'abord attaché de légation à l'ambassade de Suisse à Londres avant d'y occuper le poste de secrétaire de légation de 1899 à 1900. Il occupe le même poste à Washington entre 1900 et  1906, avant d'y devenir le conseiller de légation jusqu'en 1917.
Lardy devient ministre de la division des affaires étrangères suisse et ministre de Suisse auprès de l'ambassade de Suisse à Moscou, de 1917 à 1919. Il est ensuite ministre de Suisse à l'ambassade de Tokyo de 1920 à 1924, puis ministre de Suisse à Stockholm, Copenhague et Oslo de 1924 à 1938. En 1939, il est désigné comme chef de section des intérêts étrangers, mais il meurt le 18 novembre de la même année aux suites d'un cancer des poumons.
Lors de ses voyages diplomatiques, Charles Lardy exerce sa plume et réalise de nombreuses aquarelles et illustration du monde qui l'entoure.